# タンピネス駅
タンピネズ駅（タンピネスえき、英語:Tampines MRT Station）は、シンガポールにあるMRT東西線と、ダウンタウン線の駅。

## 駅構造
島式1面2線のホームを持つ駅。
| A | ■東西線 | パシール・リス方面 |
| B | ■東西線 | ブーン・レイ方面   |

## 駅周辺
- DON DON DONKI Tampines 1店（2021年10月22日オープン[1])

## 歴史
- 1989年12月16日に開業
- 2011年7月2日 ホームドアが運用開始